# Aloisia Kirschner
Aloisia Kirschner (Praga, 17 de junio de 1854-Schloss Kosatek, Bohemia, 10 de febrero de 1934) fue una escritora austrohúngara conocida por su pseudónimo Ossip Schubin, que tomó de la novela Helena de Ivan Turgenev.
Creció con sus padres en Lochkov y pasó varios inviernos en Bruselas, París y Roma, lo que le inspiró sin duda sus perspicaces descripciones de vidas de artistas bohemios y de una sociedad internacional preocupada por las modas, sus temas favoritos. 

## Obra
- Ehre (1882)
- Die Geschichte eines Genies: Die Galbrizzi (1884)
- Unter uns (1884)
- Gloria Victis (1885)
- Erlachof (1887)
- Es fiel ein Reif in der Frühlingsnacht (1901)
- Asbeïn, aus dem Leben eines Virtuosen (1888)
- Unheimliche Geschichten (1889)
- O du mein Oesterreich! (1890)
- Finis Poloniœ (1893)
- Toter Frühling (1893)
- Gebrochene Flügel (1894)
- Die Heimkehr (1897)
- Slawische Liebe (1900)
- Marska (1902)
- Refugium peccatorum (1903)
- Der Gnadenschuss (1905)
- Der arme Nicki (1906)
- Primavera (1908)
- Miserere nobis (1910)